# Kuclerjev kamnolom
Kuclerjev kamnolom, ki je bil leta 1991 razglašen za naravni geološki spomenik, se nahaja na obronku Ljubljanskega barja med Brezovico in Vrhniko, v vasi Lesno Brdo (krajevna skupnost Drenov Grič - Lesno Brdo).
Ime je dobil po nekdanjem lastniku, v njem pa so v preteklih stoletjih kopali črni in sivi apnenec. V Ljubljani je več kamnitih izdelkov, katerih material izhaja iz tega kamnoloma, med drugimi »Črni kralj« v cerkvi sv. Jakoba in kipa dveh gigantov na portalu semenišča. Apnenec v kamnolomu je nastal v obdobju triasa, pred približno 225 milijoni let (pripada julijski predstopnji karnijske stopnje). Plasti apnenca so različno debele, med njimi najdemo do 1,5 m debele plasti premoga antracita in črni skrilavi lapor.
V teh kamninah so skriva bogato nahajališče fosilnih školjk in drugih mikrofosilov, ki jih s prostim očesom ne moremo videti.
Mikrofosili
- alge klipeine (Clypeina besici) – velikosti nekaj desetink milimetra
- foraminfere (rod Involutina)
- trohilina (rod Trochilina)

Makrofosili
- školjke:
  - kranjski trigonod (Trigonodus carniolicus)
  - kefersteinova mioforija (Myophoria kefersteini)
  - rugozna srčanka (Pachycardia rugosa)
  - lofa (Lopha montiscaprillis)